# Fairy

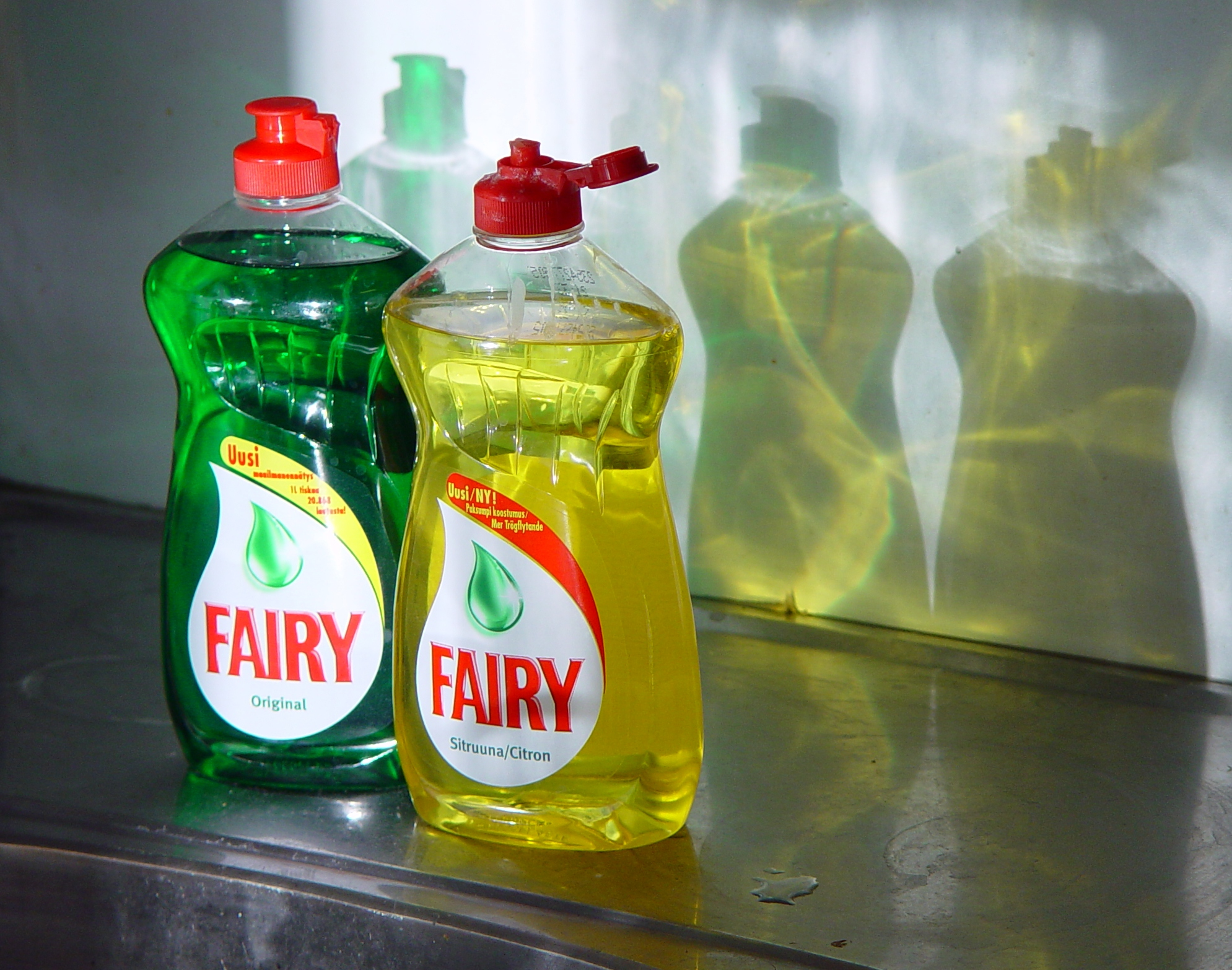
Zwei Flaschen Fairy

Fairy ist ein Handgeschirrspülmittel des US-amerikanischen Konsumgüterkonzerns Procter & Gamble.
Eingeführt und bekannt wurde die Marke Fairy Ultra durch den Villarriba-und-Villabajo-Werbespot im Jahre 1992. Es ersetzte das Produkt Spüli. In Spanien wurde das Spülmittel bereits 1991 unter dem Namen Fairy eingeführt, der spanische Werbespot diente als Grundlage für die deutsche Version.
Im Jahr 2000 wurde die Marke Fairy (engl.: Fee, Elfe) von Procter & Gamble im Zuge einer internationalen Standardisierung der Produkte durch die Marke Dawn (engl.: Morgendämmerung, Aufbruch) ersetzt. Die Strategie erwies sich als Fehlplanung. Die Marktanteile von Procter & Gamble gingen in Deutschland drastisch zurück. Daraufhin kam es im September 2003 zu einer Wiedereinführung der Marke Fairy.